# Jacques Julien Houtou de Labillardière

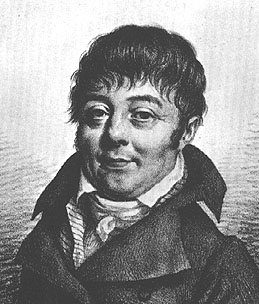
Stich von Jacques Labillardière

Jacques Julien Houtou de Labillardière (* 28. Oktober 1755 bei Alençon; † 8. Januar 1834 in Paris) war französischer Naturforscher und Reisender. Sein offizielles botanisches Autorenkürzel lautet „Labill.“

## Leben und Wirken
Labillardière studierte in Montpellier Medizin und Botanik. Er bereiste England, Frankreich, die Alpen, das südliche Europa, auf Kosten der Regierung 1786 und 1787 Syrien und den Libanon sowie die Hauptinseln des Mittelmeers. Er nahm 1791 an der von d’Entrecasteaux geleiteten Expedition nach dem Kap, nach Australien, Neukaledonien und Java teil und kehrte erst 1795 nach Frankreich zurück. Ab 1800 war er Mitglied des „Institut National“ in Paris.
Er gilt als jener Naturwissenschaftler, der die erste Analyse eines ätherischen Öles nach modernen Gesichtspunkten durchführte. Labillardière untersuchte das Terpentinöl. Er postulierte ein Verhältnis der Kohlenstoff- und Wasserstoffatome zueinander und publizierte seine diesbezüglichen Ergebnisse, neben denen über Campher, unter dem Untertitel Examen chimique de l'essence de thérébenthine. 1818 im Journal de pharmacie et des sciences accessoires.

## Taxonomische Ehrung
Die Pflanzengattung Billardiera Sm. ist nach ihm benannt worden; es handelt sich um eine etwa 25 in Australien heimische Arten umfassende Gattung aus der Familie der Klebsamengewächse (Pittosporaceae).

## Werke
Seine Hauptwerke sind:
- Icones plantarum Syriae rariorum (Paris 1791–1812, mit 58 Kupfern);
- Novae Hollandiae plantarum specimen (Paris 1804–1806, 2 Bände mit 265 Kupfern); eine Beschreibung der Flora Australiens
- Relation du voyage à la recherche de La Pérouse etc. (Paris 1800, 2 Bände mit Atlas) (Band 1: Volltext; Band 2: Volltext in der Google-Buchsuche) (deutsch: Reise nach dem Südmeer zur Aufsuchung des La Perouse. Campe, Hamburg 1802; Band 2: Volltext in der Google-Buchsuche).
- Sertum Austro-Caledonicum (Paris 1824–25, 2 Bände)